# Robert Brian Tate
Robert Brian Tate (Belfast, Irlanda del Nord, 27 de desembre de 1921 - Nottingham, Regne Unit, 21 de febrer de 2011) fou un hispanista i catalanista irlandès.

## Vida i obra
Deixeble d'Ignasi González i Llubera a la Universitat de Belfast, es llicencià en filologia romànica el 1948 i investigà a Catalunya (1948-49) sota la direcció de Jordi Rubió i Balaguer. Ensenyà a les universitats de Manchester (1949-1952), Belfast (1952-1956) i Nottingham. L'any 1955 va obtenir el títol de doctor a Belfast amb un treball sobre l'impacte de l'humanisme sobre la historiografia hispànica del segle xv. Del 1958 al 1983 fou catedràtic i cap del departament d'hispàniques a la Universitat de Nottingham, a més de professor visitant a diverses universitats nord-americanes, entre les quals la de Harvard i la de Cornell. Estava especialitzat en historiografia peninsular, i publicà diversos treballs i edicions crítiques de texts medievals castellans. El seu estudi de la vida de Joan Margarit i Pau, publicat en anglès el 1955, fou editat en una versió catalana el 1976.
Fou membre fundador de l'Anglo-Catalan Society, membre corresponent de l'Institut d'Estudis Catalans (1962), de la Real Academia de la Historia (1975), de l'Acadèmia de Bones Lletres de Barcelona (1980), de l'Acadèmia Britànica (1980) i de la Royal Historical Society (1990). Fou també cofundador de l'Association of Hispanists of Great Britain and Ireland (1984), que presidí durant un any. El 1995 li fou atorgat el premi Catalònia i el 2002 cedí la seva biblioteca a la Universitat de Girona, en la qual continuà les seves recerques sobre el Cardenal Margarit en col·laboració amb Mariàngela Vilallonga fins a la seva mort el 21 de febrer del 2011.

## Fons Robert Brian Tate
Robert Brian Tate va cedir a l'ILCC l'any 1994 un excepcional fons documental sobre l'humanista gironí Joan Margarit i Pau. Són materials que li van ser útils per elaborar la tesi de llicenciatura, part de la tesi doctoral i la publicació posterior en anglès i en català dels seus estudis. Aquest fons inclou documentació personal: cartes, separates, notes de lectura, apunts de classe, etc.
Durant el transcurs del IV Col·loqui Internacional Problemes i Mètodes de Literatura Catalana Antiga. Història i Llegenda al Renaixement, el professor Robert B. Tate va cedir a la Universitat de Girona 1.219 volums de la seva biblioteca personal relacionats amb la historiografia i amb el món de la hispanística en general.
Aquests volums s'afegeixen a tota la documentació donada el 1994, per formar un fons de consulta indispensable per als filòlegs i estudiosos de la historiografia medieval, humanística i moderna, i, en general, per a tota la hispanística.
Tate serà, doncs, objecte d'estudi per ell mateix, tenint en compte que, com a estudiós, ha estat i és consultat per alguns dels historiadors de la cultura peninsular de més renom.

## Obres
- Joan Margarit i Pau, a biographical study (1954) (Traduïda al català com a Joan Margarit i Pau, Cardenal i Bisbe de Girona; Ed. CURIAL, Barcelona 1976; ISBN 8472560856)
- Ensayos sobre la historiografía peninsular del siglo XV (1970)
- The Lusiads of Camoens and the Legacy of Virgil, dins Virgil in a Cultural Tradition Nottingham, University, 1986